# Margariscus margarita
Margariscus margarita és una espècie de peix de la família dels ciprínids i de l'ordre dels cipriniformes present a Amèrica del Nord.
Els mascles poden assolir 16 cm de longitud total.
És un peix d'aigua dolça i de clima subtropical.
Menja copèpodes, cladòcers, quironòmids, coleòpters i algues.
La fresa ocorre durant la primavera.